# Eleições estaduais na Guanabara em 1960
As eleições estaduais na Guanabara em 1960 aconteceram em 3 de outubro em decorrência da mudança da capital para Brasília em 21 de abril daquele ano e nelas foram eleitos o governador Carlos Lacerda e 30 deputados estaduais que teriam poderes constituintes.
Advogado formado pela Universidade Federal do Rio de Janeiro, Carlos Lacerda é jornalista desde 1929 e no decorrer dos anos fundou o jornal Tribuna da Imprensa e a editora Nova Fronteira. Em sua biografia constam passagens pelo PCB e pela Aliança Nacional Libertadora até abjurar o marxismo. Ao longo de pelo menos vinte anos foi um crítico e opositor feroz de Getúlio Vargas filiando-se à UDN no final do Estado Novo em 1945. Eleito vereador pelo então Distrito Federal em 1947 e deputado federal na mesma unidade federativa em 1954 e 1958, trabalhou no Correio da Manhã antes de fundar seu próprio jornal. Ferido no Atentado da Rua Toneleiros, foi alvo de insatisfação popular após o suicídio de Getúlio Vargas em 24 de agosto de 1954. Nos dez anos seguintes fez oposição a Juscelino Kubitschek, Jânio Quadros e João Goulart sendo uma das lideranças civis que depuseram este último no golpe de estado que instaurou o Regime Militar de 1964, do qual Lacerda se afastaria ao ver negada a sua candidatura a presidente da República com o cancelamento da eleição de 1965 e a consequente permanência das Forças Armadas no governo. Como adendo à vitória de Carlos Lacerda, a mesma foi facilitada pela candidatura de Tenório Cavalcanti, que subtraiu de Sérgio Magalhães os votos necessários para o triunfo deste.
Foram eleitos trinta deputados estaduais para um mandato de dois anos, cabendo aos mesmos funções constituintes. Em 5 de dezembro de 1960, o governador Carlos Lacerda foi empossado perante o Tribunal Regional Eleitoral conforme previa a Lei n.º 3.752 de 14 de abril de 1960 e recebeu o cargo das mãos do advogado e diplomata José Sette Câmara Filho, então governador interino.

## Resultado da eleição para governador
Os percentuais refletem o número de votos válidos obtidos por cada candidato. Houve 965.191 votos nominais (96,53%), 13.559 votos em branco (1,36%) e 21.063 votos nulos (2,11%) resultando no comparecimento de 999.813 eleitores.
| Candidatos a governador do estado | Candidatos a vice-governador | Número | Coligação             | Votação | Percentual |
| --------------------------------- | ---------------------------- | ------ | --------------------- | ------- | ---------- |
| Carlos Lacerda UDN                | Não havia -                  | -      | UDN, PR, PL, PDC, PTN | 357.153 | 37,00%     |
| Sérgio Magalhães PTB              | Não havia -                  | -      | PTB, PSB              | 333.901 | 34,59%     |
| Tenório Cavalcanti PST            | Não havia -                  | -      | PST, PSP              | 222.942 | 23,10%     |
| Ângelo Mendes de Moraes PSD       | Não havia -                  | -      | PSD (sem coligação)   | 51.195  | 5,31%      |
| Fontes:                           |                              |        |                       |         |            |

## Deputados estaduais eleitos
São relacionados a seguir os candidatos eleitos conforme o acervo do Tribunal Superior Eleitoral. Ressalte-se que os parlamentares foram empossados à 6 de dezembro de 1960.
| Deputados estaduais eleitos  | Partido | Votação | Percentual | Cidade onde nasceu | Unidade federativa |
| Amaral Netto                 | UDN     | 35.182  |            | Niterói            | Rio de Janeiro     |
| Aliomar Baleeiro             | UDN     | 17.180  |            | Salvador           | Bahia              |
| Themístocles Cavalcanti      | UDN     | 15.981  |            | Rio de Janeiro     | Rio de Janeiro     |
| Gonzaga da Gama              | PSD     | 15.330  |            | Rio de Janeiro     | Rio de Janeiro     |
| Afonso Arinos Filho          | UDN     | 14.661  |            | Belo Horizonte     | Minas Gerais       |
| Sandra Cavalcanti            | UDN     | 14.513  |            | Belém              | Pará               |
| Jorge Valadão                | UDN     | 14.513  |            |                    |                    |
| Raul Brunini                 | UDN     | 11.623  |            | Rio Claro          | São Paulo          |
| Lutero Vargas                | PTB     | 11.392  |            | São Borja          | Rio Grande do Sul  |
| Lígia Bastos                 | UDN     | 11.101  |            | Rio de Janeiro     | Rio de Janeiro     |
| Amando da Fonseca            | PTB     | 10.995  |            |                    |                    |
| Saldanha Coelho              | PTB     | 10.260  |            |                    |                    |
| Hércules Corrêa dos Reis     | PTB     | 9.994   |            |                    |                    |
| Frota Aguiar                 | UDN     | 9.866   |            | Camocim            | Ceará              |
| Roland Corbisier             | PTB     | 9.543   |            | São Paulo          | São Paulo          |
| José de Sousa Marques        | PTB     | 8.620   |            | Rio de Janeiro     | Rio de Janeiro     |
| Artur da Távola              | PTN     | 8.546   |            | Rio de Janeiro     | Rio de Janeiro     |
| Naldir Laranjeira Batista    | PR      | 8.438   |            |                    |                    |
| Lopo Coelho                  | PSD     | 8.214   |            | Uruguaiana         | Rio Grande do Sul  |
| Danilo da Cunha Nunes        | PTN     | 8.213   |            |                    |                    |
| Hugo Ramos                   | PSD     | 8.045   |            | Florianópolis      | Santa Catarina     |
| Adalgisa Nery                | PSB     | 7.905   |            | Rio de Janeiro     | Rio de Janeiro     |
| Sami Jorge Haddad Abdulmacih | PSD     | 7.706   |            |                    |                    |
| Miécimo da Silva             | PRT     | 7.578   |            |                    |                    |
| Waldemar Viana de Carvalho   | PRT     | 7.084   |            |                    |                    |
| Átila Nunes Pereira          | PSP     | 6.342   |            |                    |                    |
| Gladstone Melo               | PDC     | 5.886   |            |                    |                    |
| Francisco Silbert Sobrinho   | PR      | 5.230   |            |                    |                    |
| Levi de Miranda Neves        | PSP     | 4.948   |            |                    |                    |
| Gerson Bergher               | PSB     | 4.762   |            | Rio de Janeiro     | Rio de Janeiro     |
| Fontes:                      |         |         |            |                    |                    |